# 三重県立伊勢高等学校
三重県立伊勢高等学校（みえけんりついせこうとうがっこう）は、三重県伊勢市にある公立高等学校。通称は伊勢高（いせこう）。

## 沿革

### 年表
- 1956年 - 創立。当時は男子高であった。
- 1957年 - 男女共学化。
- 1972年3月 - 南島分校開校。
- 1974年 - 学校群制度開始。宇治山田高校と第3学校群（通称：3群）を形成。
- 1974年4月 - 南島分校が三重県立南島高等学校（現在は廃校）として独立。
- 1995年 - 宇治山田高校との学校群を解消し、単独選抜に戻る。国際科学コースを設置。
- 2006年 - 創立50周年記念事業を挙行。全学年のホームルームにエアコンの設置が完了[注 1]。同窓会が「育英会」を設立し、学校独自の奨学金制度が発足[2]。
- 2012年 - スーパーサイエンスハイスクール（SSH）に指定される。
- 2014年 - 第3回科学の甲子園全国大会優勝。

### 南島分校との関係
南島分校の開校当初から本校の伊勢高校との関係は事務的・形式的 なものにとどまり、教員・生徒ともに人的交流はほとんどなかったという。このことは、わずか2年で南島分校が南島高校として独立したことからも明らかである。

### 未履修問題
2006年11月に 朝日新聞において高等学校必履修科目未履修問題が指摘された。
具体的には、以下の点が問題視された。
- 1年の「理科総合A」が「化学I」の授業に振り替えられていた[4][5]。
- 2年理系クラスの地理歴史科で、カリキュラム上はA科目（世界史A・日本史A・地理A）であったが、実際にはB科目の授業が行われていた。更に生徒にはB科目の教科書のみ買わせ、A科目の教科書は買わせていなかった。（2007年以降はA・B両方の教科書を購入することとなった。）

これに対し、三重県教育委員会と当時の校長は「学校の裁量の範囲」とした が、全校集会において校長が謝罪し、翌2007年にはカリキュラムが改定された。問題が指摘された2006年は、くしくも創立50周年の記念の年であった。

## 行事

### 前期
- 4月：実力考査、入学式
- 5月：中間考査
- 6月：体育祭、実力考査
- 7月：期末考査、コーラス大会
- 8月：実力考査
- 9月：文化祭（黄桜祭）

### 後期
- 10月：中間考査、遠足、修学旅行
- 12月：期末考査
- 1月：実力考査
- 3月：卒業式、学年末考査、球技大会

## 校舎

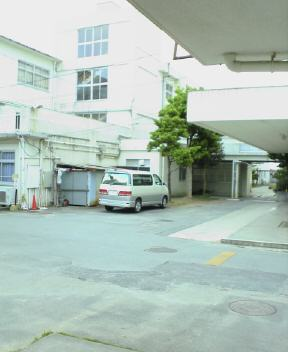
2棟前

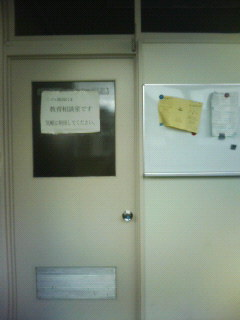
教育相談室

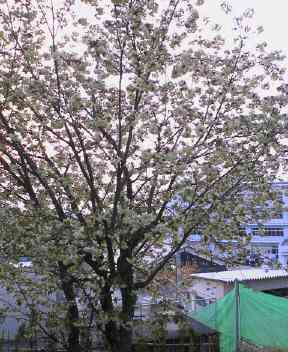
御衣黄桜

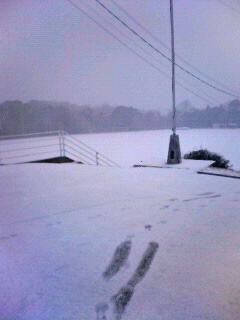
雪の積もるグラウンド

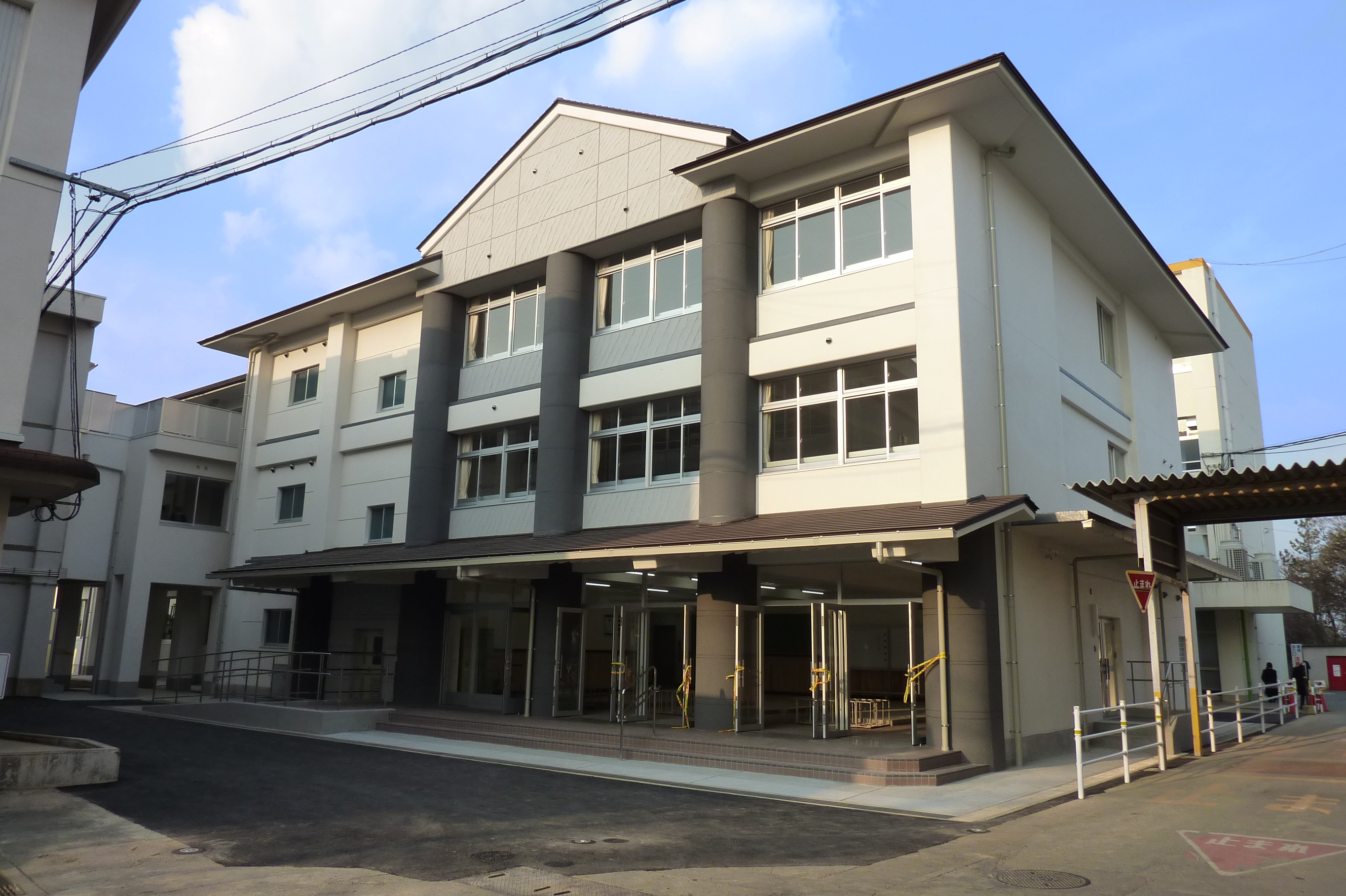
新1棟

管理棟という職員室などの事務的な棟があり、そこから1棟・2棟・3棟までが渡り廊下でつながっている。なお少し離れて一つ小さな棟（4棟）がある。
校舎及び校舎外を含めたその敷地内の大部分では、生徒は上履きで行動する。 
2004年度からは3年生、2005年度からは2年生、2006年度からは1年生の教室に空調設備が設置された。
2010年度、2011年度の間に第1棟の建て替えを行った。

### 施設配置

#### 管理棟
| 階  | 施設                         |
| 3階 | 生徒指導室、大会議室、同窓会 |
| 2階 | 職員室                       |
| 1階 | 事務室・校長室               |

#### 新1棟
主に2･3年の教室がある。平成24年1月より本格的に使用されている。教室によっては管理棟の影になり日当たりが悪い。
| 階  | 施設                                  |
| 3階 | 普通教室、コンピュータ室、第2講義室   |
| 2階 | 普通教室、学習室、生徒会室、第1講義室 |
| 1階 | 普通教室、自動販売機、変更黒板        |

#### 2棟
1年生の教室、特別教室がある。
| 階  | 施設                                       |
| 4階 | 音楽室、書道室、数学教室、美術室           |
| 3階 | 教育相談室、社会科教室、視聴覚教室、LL教室 |
| 2階 | 進路指導室、生物講義室・実験室、普通教室   |
| 1階 | 保健室、調理室、被服室、変更黒板           |

#### 3棟
1年生の教室がある。
| 階  | 施設                         |
| 3階 | 普通教室、図書館             |
| 2階 | 普通教室、物理講義室・実験室 |
| 1階 | 普通教室、化学講義室・実験室 |

#### 4棟
生徒の間では、隔離棟あるいは隔離と呼ばれる。主に部活動に使用される。傾斜を利用した構造で、入り口が2階にある。
| 階  | 施設                                 |
| 3階 | 普通教室（ブラスバンド部）           |
| 2階 | 普通教室（ダンス部、チアリーダー部） |
| 1階 | 部室（野球部・サッカー部）           |

### その他の施設
- 武道館
- 部室棟：2階建てで、男子棟と女子棟がある。
- 体育館
- テニスコート
- 弓道場
- トレーニングルーム
- グラウンド
- 校庭には御衣黄桜（ぎょいこうさくら）がある。
- 御衣黄桜は、昭和63年（1988年）3月に現在の職員駐車場入口付近から今の位置へ移植された。それまで、職員・生徒共にその存在に注目するものはいなかった。

### 現存しない施設

#### 旧1棟
主に1・2年の教室があった。平成22年度から建て替え工事が行われたため、現在はない。
| 階  | 施設                                          |
| 3階 | コンピュータ室                                |
| 2階 | 学習室、自動販売機                            |
| 1階 | 同窓会事務室、第2講義室、自動販売機、変更黒板 |

#### 1棟仮校舎
1・2年の教室があった。1棟の建て替え工事に伴う仮校舎。
現在は解体されている。
| 階  | 施設                           |
| 2階 | 普通教室                       |
| 1階 | 普通教室、自動販売機、変更黒板 |

## クラス構成
各学年は1組約40名の計7組で構成され、普通科は1〜6組、普通科国際科学コースは7組に分類される。そのため7組においてクラス替えは行われない。
普通科の生徒は2学年から文理選択によって各組に分かれる。
かつては、理系に男子のみのクラスが1クラス、または文系に女子のみのクラスが1クラスできることもあった。
平成31年度に普通科普通コースの定員を40名（1クラス）減らすという発表がされた。それ以前は各学年8組であり、1〜7組が普通科、8組が普通科国際科学コースであった。

## 特色

### 主な行事

#### 伊勢高・山高定期戦[8]
1962年（昭和37年）より毎年実施している野球の対抗試合。伊勢高校とつながりの深い宇治山田高校（山高）との間で対戦が行われており、2006年（平成18年）現在の成績は20勝22敗2引き分け（第9回大会は不明）である。

#### 月例マラソン
1957年（昭和32年）から1992年（平成4年）まで実施されていた、歴史の浅い伊勢高校における歴史ある行事。十分な運動場がなかった開校当初に「如何なる方法で身体活動をさせていくか」と体育教師が悩んだ末に誕生したものである。「月例」という名ではあったが実際には年5回の開催だったものの、これほどの回数のマラソンを取り入れている学校は珍しかった。同時に年2回の校内駅伝も開催されていた。平成時代に入り、交通事情の変化や体育の単位数減少を受けて実施されなくなった。

### 国際科学コース
伊勢高校には国際科学コースという特別クラスが各学年1クラス設けられている。これは1995年（平成7年）の学校群制度解体にともなって個性を打ち出すために設置されたもので、事実上、特進クラスである。
入学当初から明確に難関国立大学を目指す人に適しているコースで授業の進度や教科・カリキュラムに関しては普通科と変わらないが、授業内容が濃い。進度については普通科よりも早く進みテストを別々にすることがあるが、最終的にはほぼ同じ進度になる。クラスや担任、一部教科の先生が3年間変わらないという利点があり、先生はクラスの状態を把握しながら3年間スムーズに授業を進めることができる。
国際科学コースを専門教科を含んだカリキュラムだと勘違いする人がいるが、あくまでコースであるので扱い・学科としては普通科である。

## 授業
1限45分の7限授業を基本とし、木曜日は8限授業を行う。各科目で小テストが頻繁に行われる。

## 校歌
伊勢高校には校歌と2つの応援歌がある。応援歌を歌うことは、校歌に比べて大変少ないが、校歌に先立って制定された。

### 校歌
作詞は竹中郁、作曲は川澄健一。開校当初は校歌がなく、宇治山田高校の校歌を使っていた。♪＝112。3番まであり、各番とも「みよ われら 伊勢高校」で終わるのが特徴。同窓会のウェブサイトから着信メロディをダウンロードできる。

### 応援歌（第一）
作詞：出口順三、作曲：奥山隆夫、補作：米本宏・糸川孝。4番まである。開校3年目に当時の在校生から歌詞を募り、国語教師が補作したものである。

### 応援歌（第二）
作詞：北村一成、作曲：山羽仁。3番まである。歌詞は文語調。作詞者・作曲者とも1期生で早稲田大学在学中に伊勢高校教員からの依頼を受けて作った。

## 部活動・同好会

### 特徴・実績
学校側が発表した2005年（平成17年）の部活動加入率は95%である（1人で2つの部活動を掛け持ちした場合、2人として計算しているため高い値になっている）。そのうち、運動部への加入率は6割程度。2年の終わりに引退となるクラブもある。
近年では陸上部、男女バドミントン部など活躍が目立ち、全国大会への出場も果たしている。
また、硬式野球部は第86回選抜高等学校野球大会の21世紀枠に東海代表として推薦されたが、あと一歩のところで初出場を逃した。

### 運動部
- 硬式野球部
- 軟式野球部
- 硬式テニス部
- ソフトテニス部
- サッカー部

- 陸上競技部
- 柔道部
- 弓道部
- 剣道部
- 卓球部

- バスケットボール部
- バレーボール部
- バドミントン部
- ワンダーフォーゲル部

- 空手道部
- チア部
- ダンス部
- 合気道同好会

### 文化部
- SSC生物
- SSC化学
- SSC天文
- SSC物理
- SSC数学
- 美術部

- 文芸部
- 吹奏楽部
- ESS部
- 合唱部
- 書道部
- 放送部

- 将棋部
- 家庭部
- 茶道部
- 囲碁部
- 漫画部
- JRC同好会

- 鉄道地理同好会
- 歴史同好会
- 写真同好会
- 競技かるた同好会
- IOTQC（伊勢高校クイズ研究会）

## 生徒会活動
生徒会活動はあまり活発ではなかったが、活性化に向け2004年（平成16年）から執行部改革が進められた。ここでは、生徒会に付属していない委員会についても記述する。
- 執行部：会長1名、副会長1名、書記2名、会計1名から構成。1年間に前後期の2度、選挙により選出。
- 財政委員会
- 運動委員会
- 文化委員会
- 図書委員会
- 保健委員会
- 選挙管理委員会
- 人権委員会
- 生徒会誌編集委員会
- アルバム委員会

## 著名な出身者
- 太田孝（4期） - 元近畿日本ツーリスト（現KNT-CTホールディングス）社長
- 松本正之（5期） - 元NHK会長、元JR東海社長
- 野呂昭彦（7期） - 元三重県知事
- 西岡恭蔵（9期） - フォークシンガー
- 小津博司（10期） - 元検事総長
- 濵口道成（11期） - 医学者、名古屋大学総長、科学技術振興機構理事長
- 三ツ矢憲生（11期） - 元国土交通省官僚、自由民主党衆議院議員（三重県第5区 → 4区）
- 楠田枝里子（12期） - 元日本テレビアナウンサー、現・フリーアナウンサー
- 曽祢まさこ（12期） -漫画家
- 小倉久寛（15期） - 俳優
- 藤原静雄（15期） - 行政法学者、中央大学教授、内閣府個人情報保護委員会委員長
- 西村泰彦（16期） - 宮内庁長官、前宮内庁次長、元内閣危機管理監、元警視総監
- 笙野頼子（16期） - 小説家、立教大学特任教授、芥川賞
- 石原恒和（18期） - ゲームクリエイター、ポケモン社長
- 早川洋行（21期） - 社会学者、滋賀大学名誉教授、日本社会学理論学会会長
- 三宅俊光（22期） - 総務省行政管理局長、財務省大臣官房審議官
- 上嶌一高（24期） - 刑法学者、神戸大学教授
- 藤波俊彦（27期） - 漫画家
- 橋本紡（28期）[17] - 小説家
- 中西直輝（29期）[18] - 中部日本放送アナウンサー
- 大門剛明（35期） - 小説家
- 鈴木健一（36期） - 伊勢市長
- モリタイシ（37期）[19]  - 漫画家
- 福永活也（41期） - 弁護士、東京弁護士会所属
- 大門雅明（43期） - NBC長崎放送アナウンサー
- 寺田光輝（52期）- プロ野球選手、BCL・石川ミリオンスターズ

## 伊勢高校に関連する作品
- いでじゅう! - 伊勢高校をモデルとした学校を舞台とする漫画。
- 半分の月がのぼる空 - 物語中数回、伊勢高校が県内の進学校として紹介される。

## 赤道問題

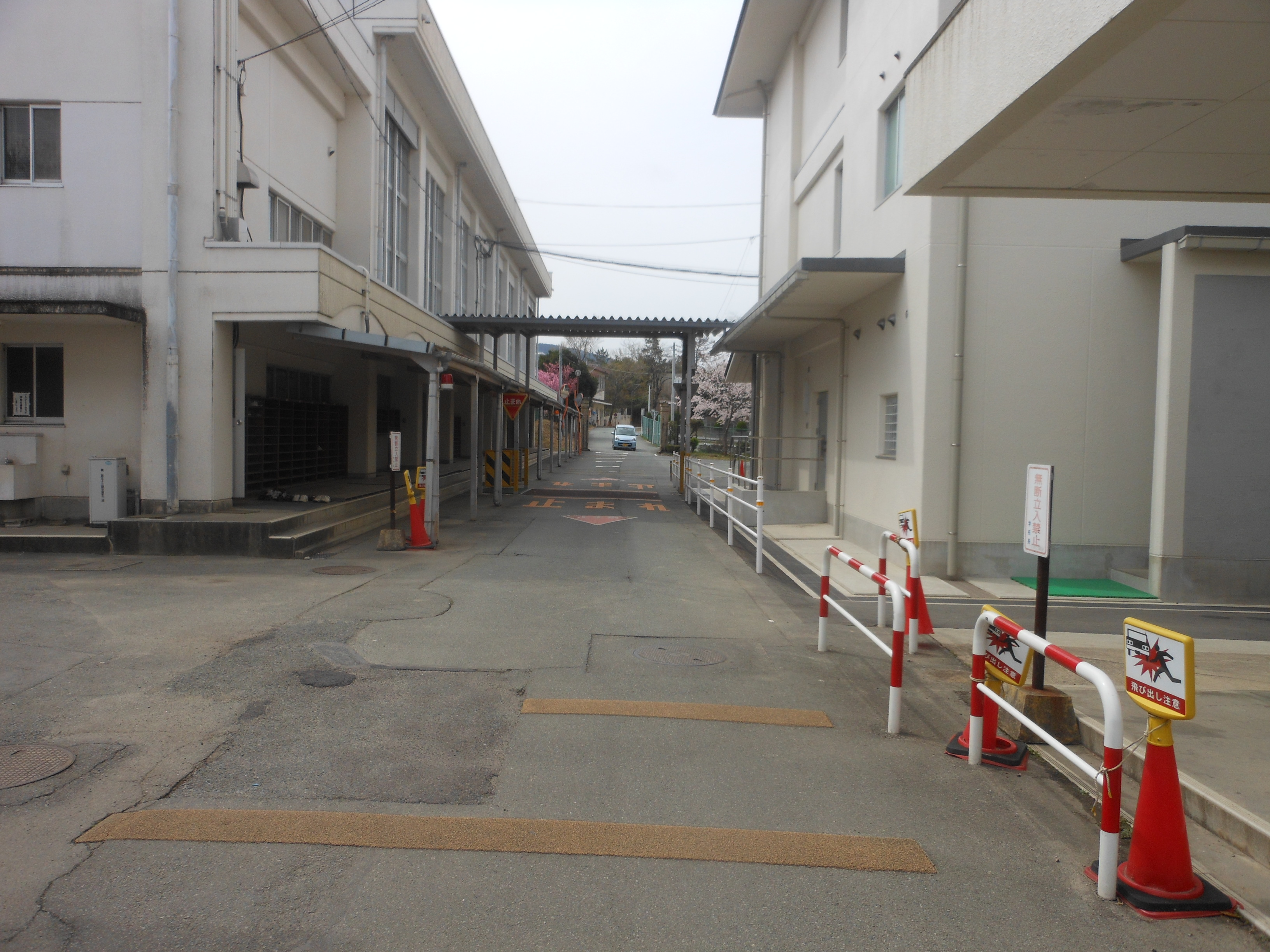
赤道を通行する一般車両

伊勢高校の敷地内を「赤道」（あかみち）と通称される公道が通過している。赤道は伊勢市立倉田山中学校から伊勢高校体育館横を抜け、神宮文庫の黒門に至る道路で、明治天皇が皇大神宮（内宮）行幸の際に通った歴史がある。伊勢高校の正門である旧制宇治山田中学校の石の門は、この赤道に立っている。
赤道は幅員1mほどしかなく通学に不便な上、一般の自動車が校内を通行するため安全性に問題がある。
1985年（昭和60年）3月に専用通学路が整備され、通学の問題は解決を見たが、赤道自体は公道のまま残されており、伊勢高校の教育環境整備上の課題となっている。

## その他

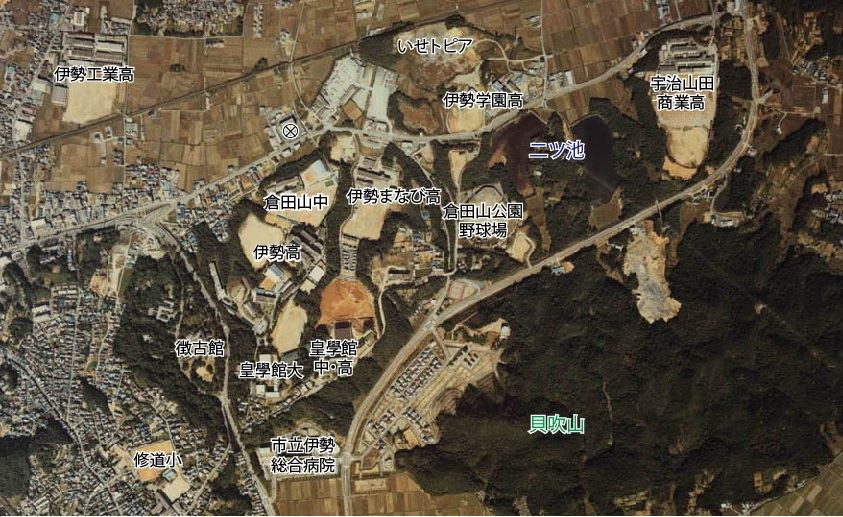
伊勢高校周辺

伊勢高校の周辺には皇學館大学・高校・中学そして伊勢市立倉田山中学校、三重県立伊勢まなび高等学校がある。

### 出身中学校
近年、伊勢市立倉田山中学校からの進学者が最多である。また、志摩市から通学する者が増加傾向にある。

### 令和6年度（2024年度）出身中学校別生徒数[25]
上位5校まで、3学年合計在籍者数（合計は834名）
1. 伊勢市立倉田山中学校…109名
2. 伊勢市立小俣中学校…89名
3. 伊勢市立厚生中学校…87名
4. 伊勢市立五十鈴中学校…71名
5. 志摩市立文岡中学校…56名